# Actors' Studio
Actors' Studio je divadelní organizace v New Yorku, USA. Patří mezi nejprestižnější divadelní školy.

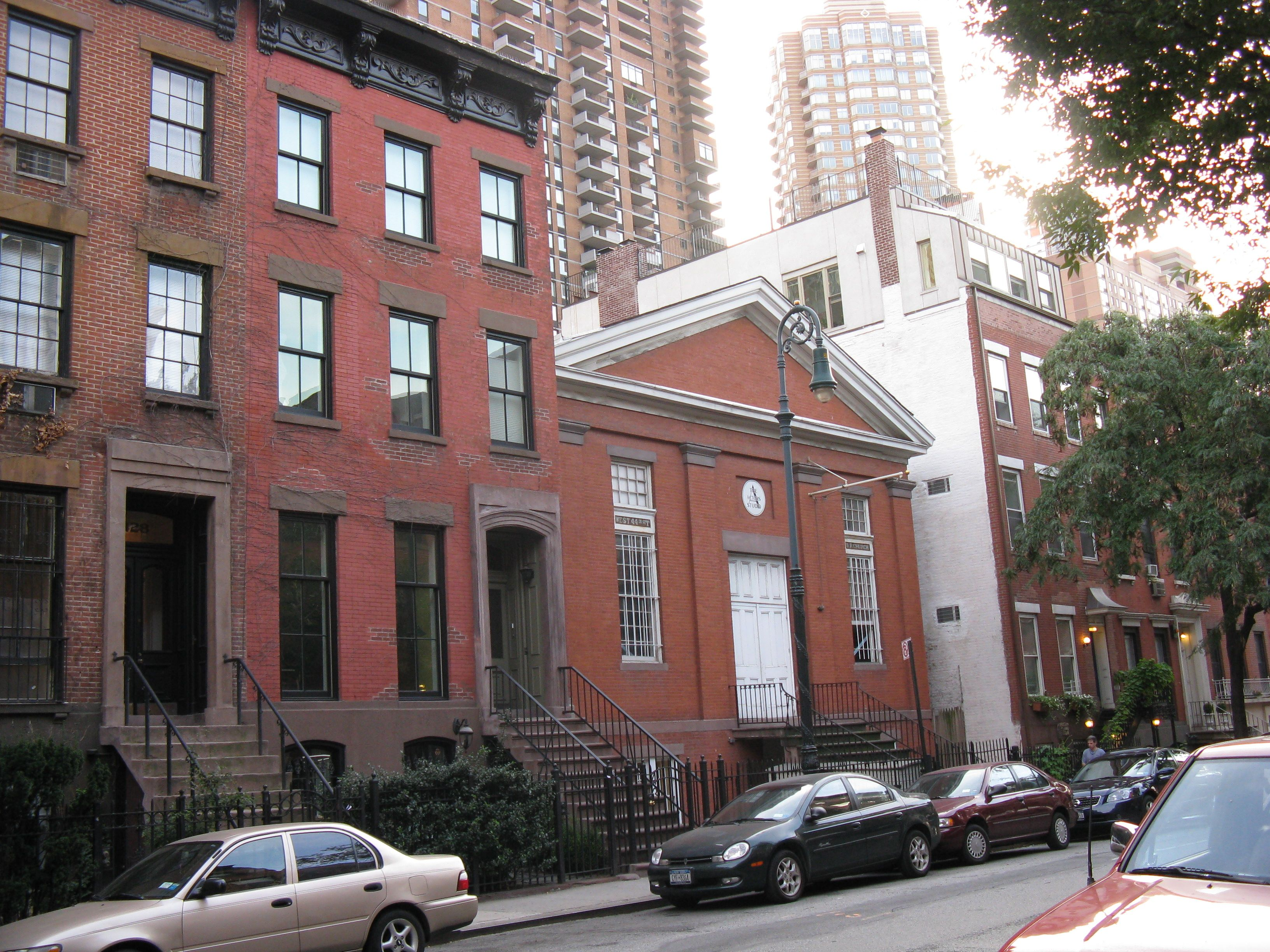
Budova Actors' Studio (prostřední budova).

## Historie
V roce 1947 ji založili Elia Kazan, Robert Lewis a Cheryl Crawford jako pokračování někdejší progresivní divadelní skupiny Group Theatre. V roce 1949 se připojil také Lee Strasberg, který se v roce 1952 stal jeho ředitelem.

## Zaměření
Škola je určená profesionálním hercům, divadelním režisérům a dramatikům. Od svého počátku se zaměřovala na tzv. metodu Stanislavského, založenou na psychoanalytickém rozboru motivací ztvárňované postavy, která od herce vyžadovala objevit v sobě povahovou podstatu hraného charakteru.

## Slavní představitelé
| - Al Pacino - Allan Miller - Andy Garcia - Anne Bancroft - Anne Jackson - Barbara Bain - Bradley Cooper - Brandon Lee - Bruce Dern - Bruno Kirby - Carmen Argenziano - Carroll Baker - Chazz Palminteri - Christopher Walken - Cloris Leachman - Darren McGavin - David Groh - Diane Ladd | - Terence Hill - Dustin Hoffman - Edward Albee - Eli Wallach - Ellen Barkin - Ellen Burstyn - Eric Stoltz - Estelle Parsons - Eva Marie Saint - Gene Hackman - Gene Saks - Gene Wilder - George Peppard - Gerald S. O'Loughlin - Geraldine Page - Ginette Reno | - Harvey Keitel - Hayden Christensen - Jack Lord - Jack Nicholson - James Baldwin - James Dean - James Gandolfini - Jane Fonda - Jerry Orbach - Joanne Woodward - Joe Don Baker - Julia Roberts - Julianne Moore - Karl Malden - Kim Hunter - Kim Stanley - Lance Henriksen | - Lee J. Cobb - Manu Tupou - Marilyn Monroe - Marlon Brando - Martin Landau - Matthew Broderick - Maureen Stapleton - Michael J. Pollard - Mickey Rourke - Montgomery Clift - Nandita Chandra - Norman Mailer - Nicolas Cage - P. J. Soles - Pat Hingle - Paul Newman - Rip Torn | - Robert De Niro - Robert Ginty - Rod Steiger - Sally Fieldová - Salome Jens - Shelley Winters - Sidney Poitier - Sissy Spacek - Steve McQueen - Steven Hill - Susan Strasberg - Tennessee Williams - Terrence McNally - Tracy Pollan - Will Patton - Willem Dafoe |